# Michael Richards
Michael Anthony Richards (ur. 24 lipca 1949 w Los Angeles) – amerykański aktor, scenarzysta, producent telewizyjny i komik, występował w roli Cosmo Kramera w serialu Kroniki Seinfelda, za którą otrzymał trzy nagrody Emmy. 
W 2000 grał główną rolę w sitcomie pt. Detektyw na tropie (The Michael Richards Show). Serial otrzymał negatywne recenzje i po pierwszym sezonie zakończono jego produkcję. Richards powrócił do telewizji w 2013, występując obok Kirstie Alley w serialu komediowym pt. Kirstie. 

## Filmografia

### Filmy
- 1982: Zakochani młodzi lekarze jako Malamud Callahan
- 1985: Transylvania 6-5000 jako Fejos
- 1986: Whoops Apocalypse jako Lacrobat
- 1987: Choice Chance and Control jako Victor Loudon
- 1989: UHF jako Stanley Spadowski
- 1990: Kochany urwis jako Martin Beck
- 1993: Poślubiłem morderczynię jako reporter prasowy
- 1993: Stożkogłowi jako recepcjonista w motelu
- 1994: Odlotowcy jako Doug Beech
- 1995: Rodzinka z piekła rodem jako Danny Lidz
- 1997: Prawem na lewo jako Richard 'Ricky' Rietti
- 2000: David Copperfield (TV) jako Wilkins Micawber
- 2007: Film o pszczołach jako Bud Ditchwater (głos)
- 2019: Faith, Hope & Love jako Daddy Hogwood

### Seriale TV
- 1985: Zdrówko jako Eddie Gordon
- 1985: Posterunek przy Hill Street jako agent specjalny Durpe
- 1986: Policjanci z Miami jako Pagone
- 1989–1998: Kroniki Seinfelda jako Cosmo Kramer
- 1992: Szaleję za tobą jako Cosmo Kramer
- 2000: Detektyw na tropie jako Vic Nardozza
- 2009: Pohamuj entuzjazm jako Michael Richards
- 2013–2014: Kirstie jako Frank Baxter

## Nagrody
- Nagroda Emmy
  - Najlepszy aktor drugoplanowy w serialu komediowym: 1997:Kroniki Seinfelda
  - Najlepszy aktor drugoplanowy w serialu komediowym: 1994:Kroniki Seinfelda
  - Najlepszy aktor drugoplanowy w serialu komediowym: 1993:Kroniki Seinfelda
- Nagroda Gildii Aktorów Ekranowych
  - Najlepszy zespół aktorski w serialu komediowym: 1998:Kroniki Seinfelda
  - Najlepszy zespół aktorski w serialu komediowym: 1997:Kroniki Seinfelda
  - Najlepszy zespół aktorski w serialu komediowym: 1995:Kroniki Seinfelda